# Großsteingrab Mundersum
Das Großsteingrab Mundersum (auch Großsteingrab Mundersumer Sand oder Großsteingrab im Mundersumer Sand) ist eine Grabanlage der jungsteinzeitlichen Trichterbecherkultur nahe dem zu Lingen (Ems) gehörenden Stadtteil Mundersum im Landkreis Emsland, Niedersachsen. Es trägt die Sprockhoff-Nummer 876.

## Lage
Das Grab befindet sich etwa zwei Kilometer westlich von Mundersum in einem als „Mundersumer Sand“ bezeichneten Dünengelände innerhalb des Staatsforstes Lingen.

## Beschreibung
Das Grab besteht aus einer langen, ostnordost-westsüdwestlich orientierten Kammer, die tief in den Erdboden eingesenkt ist. Sie hat eine Länge von 19,5 m, die Breite schwankt zwischen 1,3 m und 2,5 m. Insgesamt sind 17 Wandsteine erhalten: Die beiden Abschlusssteine an den Schmalseiten sowie sieben Steine an der nördlichen und acht an der südlichen Langseite. Bis auf einen Wandstein der Südseite und den östlichen Abschlussstein scheinen alle noch in situ zu stehen. Weiterhin sind zehn Decksteine vorhanden, hiervon steht allerdings keiner mehr in situ. Beim vierten Deckstein von Westen wurde etwa ein Drittel abgesprengt. Die Sprenglöcher sind noch deutlich zu erkennen. Um 1890 scheinen noch 15 Steine einer ovalen Umfassung vorhanden gewesen zu sein. Diese sind aber heute restlos verschwunden.